# Zaharije Trnavčević
Zaharije Trnavčević, cyr. Захарије Трнавчевић (ur. 2 stycznia 1926 w Šabacu, zm. 13 stycznia 2016 w Belgradzie) – serbski dziennikarz i polityk, w 2012 pełniący obowiązki przewodniczącego Zgromadzenia Narodowego.

## Życiorys
Ukończył szkołę pedagogiczną, brał udział w działaniach wojennych z lat 1944–1945. Od 1948 związany z dziennikarstwem, zaczynał jako dziennikarz gazet pracowniczych i partyjnych. Działał w komunistycznych organizacjach młodzieżowych i w Związku Komunistów Jugosławii. W 1968 przeszedł do serbskiej państwowej telewizji RTS, prowadził w niej różne programy. Pełnił funkcję prezesa Stowarzyszenia Dziennikarzy Serbii (1974–1976), brał udział w zakładaniu Niezależnego Stowarzyszenia Dziennikarzy Serbii. W 1987 przeszedł na emeryturę, pozostając współpracownikiem różnych mediów.
W latach 90. wstąpił do Partii Demokratycznej, zasiadał w jej władzach krajowych. Był posłem do Zgromadzenia Narodowego z ramienia Demokratycznej Opozycji Serbii. W 2010 odszedł z Partii Demokratycznej, założył ugrupowanie Bogata Serbia. W wyniku wyborów w 2012 powrócił parlamentu z listy koalicji skupionej wokół Partii Liberalno-Demokratycznej. Jako najstarszy wiekiem deputowany przez blisko dwa miesiące pełnił obowiązki przewodniczącego Zgromadzenia Narodowego. Mandat poselski wykonywał do 2014.